# Orval (Manche)
Orval ist eine ehemalige französische Gemeinde mit 913 Einwohnern (Stand: 1. Januar 2022) im Département Manche in der Region Haute-Normandie. Sie gehörte zum Arrondissement Coutances und zum Kanton Coutances.
Mit Wirkung vom 1. Januar 2016 wurden die früheren Gemeinden Orval und Montchaton zur Commune nouvelle Orval sur Sienne in der ebenso neuen Region Normandie zusammengelegt.

## Geografie
Orval liegt aa Südwestrand der Halbinsel Cotentin, etwa vier Kilometer südwestlich von Coutances am Zusammenfluss von Sienne und Soulles, kurz vor deren Mündung in den Golf von Saint-Malo.

## Bevölkerungsentwicklung
| Jahr                       | 1962 | 1968 | 1975 | 1982 | 1990 | 1999 | 2006 | 2013 |
| -------------------------- | ---- | ---- | ---- | ---- | ---- | ---- | ---- | ---- |
| Einwohner                  | 669  | 672  | 725  | 770  | 816  | 809  | 878  | 857  |
| Quellen: Cassini und INSEE |      |      |      |      |      |      |      |      |

## Sehenswürdigkeiten
- Kirche Saint-Hélène aus dem 11. Jahrhundert, Monument historique
- Brücke La Roque
- Herrenhaus Ymouville

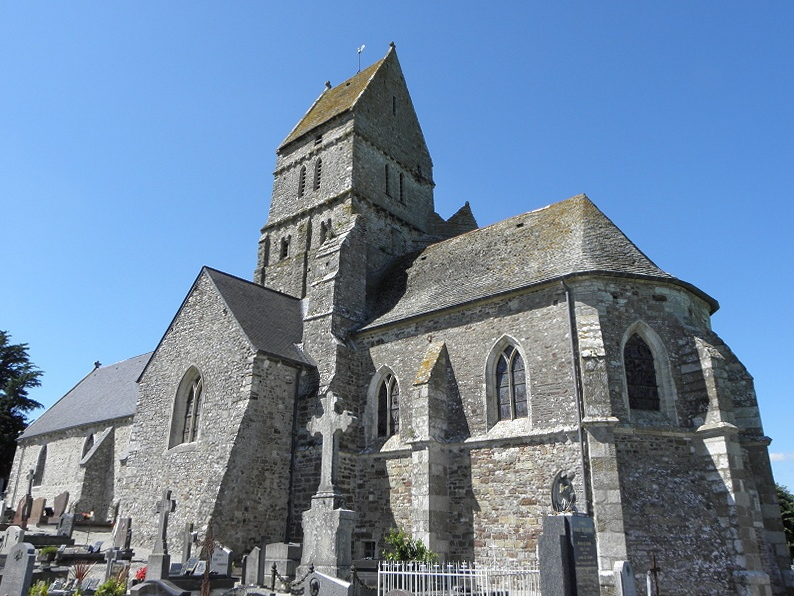
Kirche Saint-Hélène
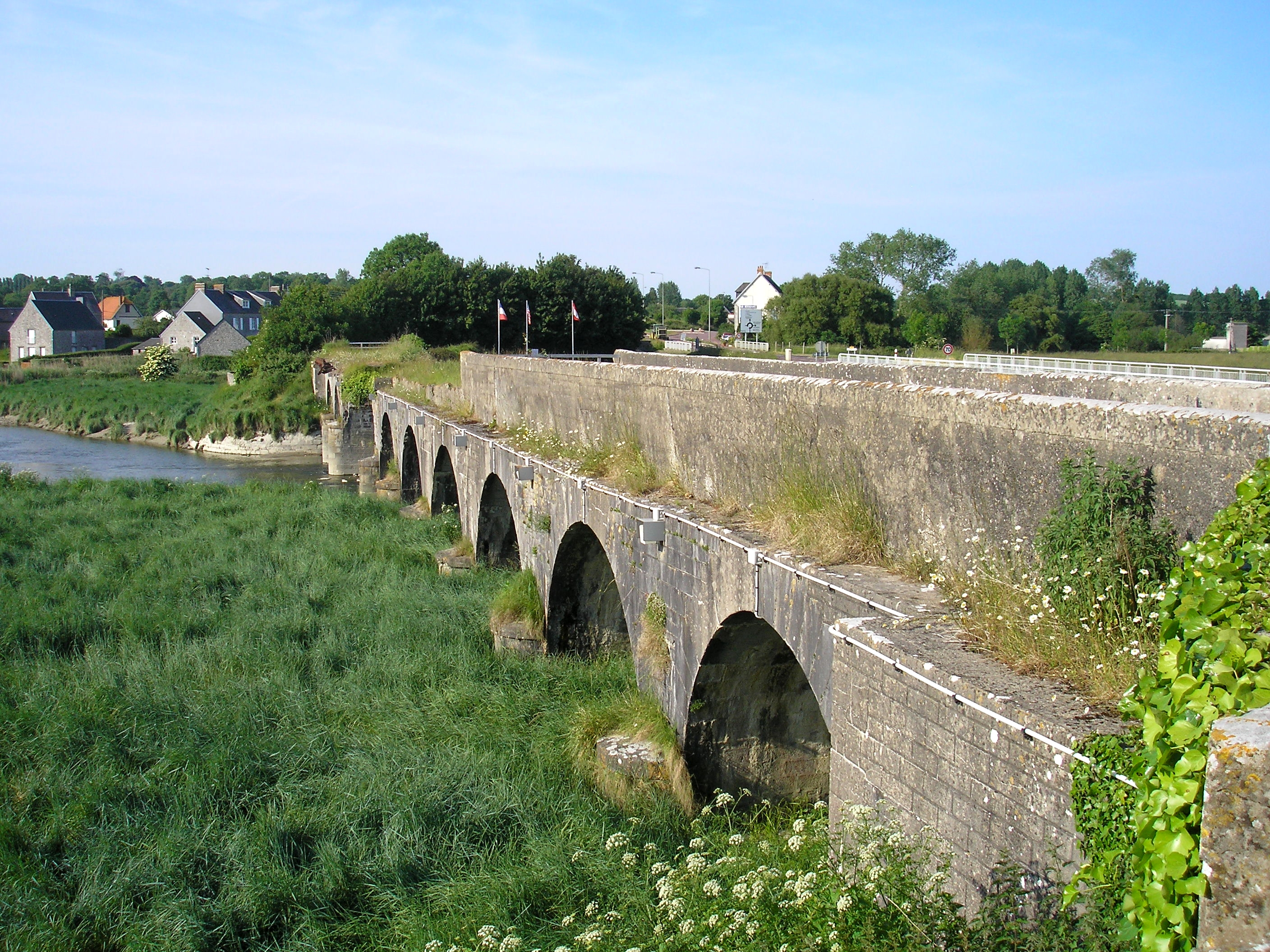
Brücke La Roque
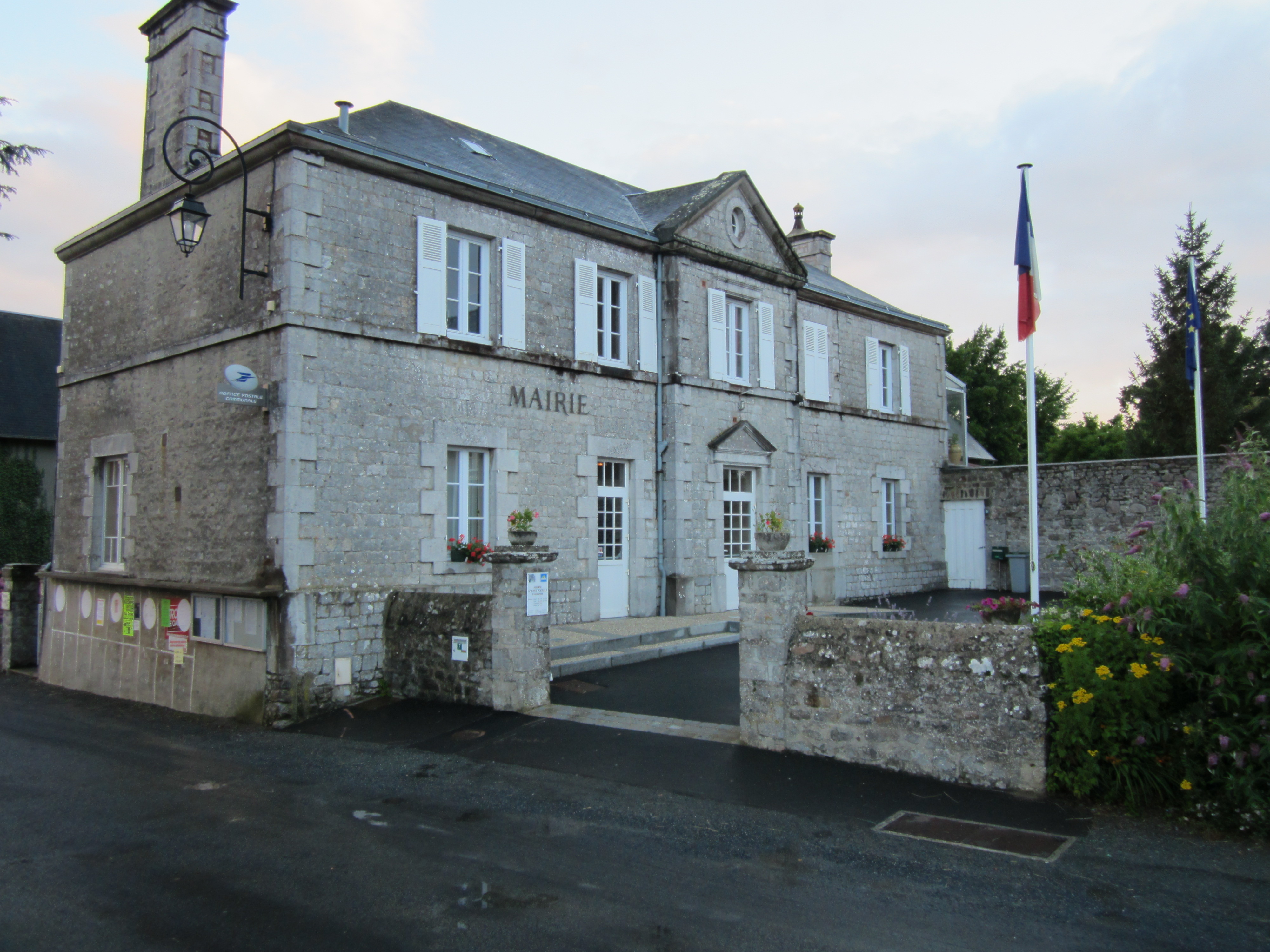
Ehemalige Mairie
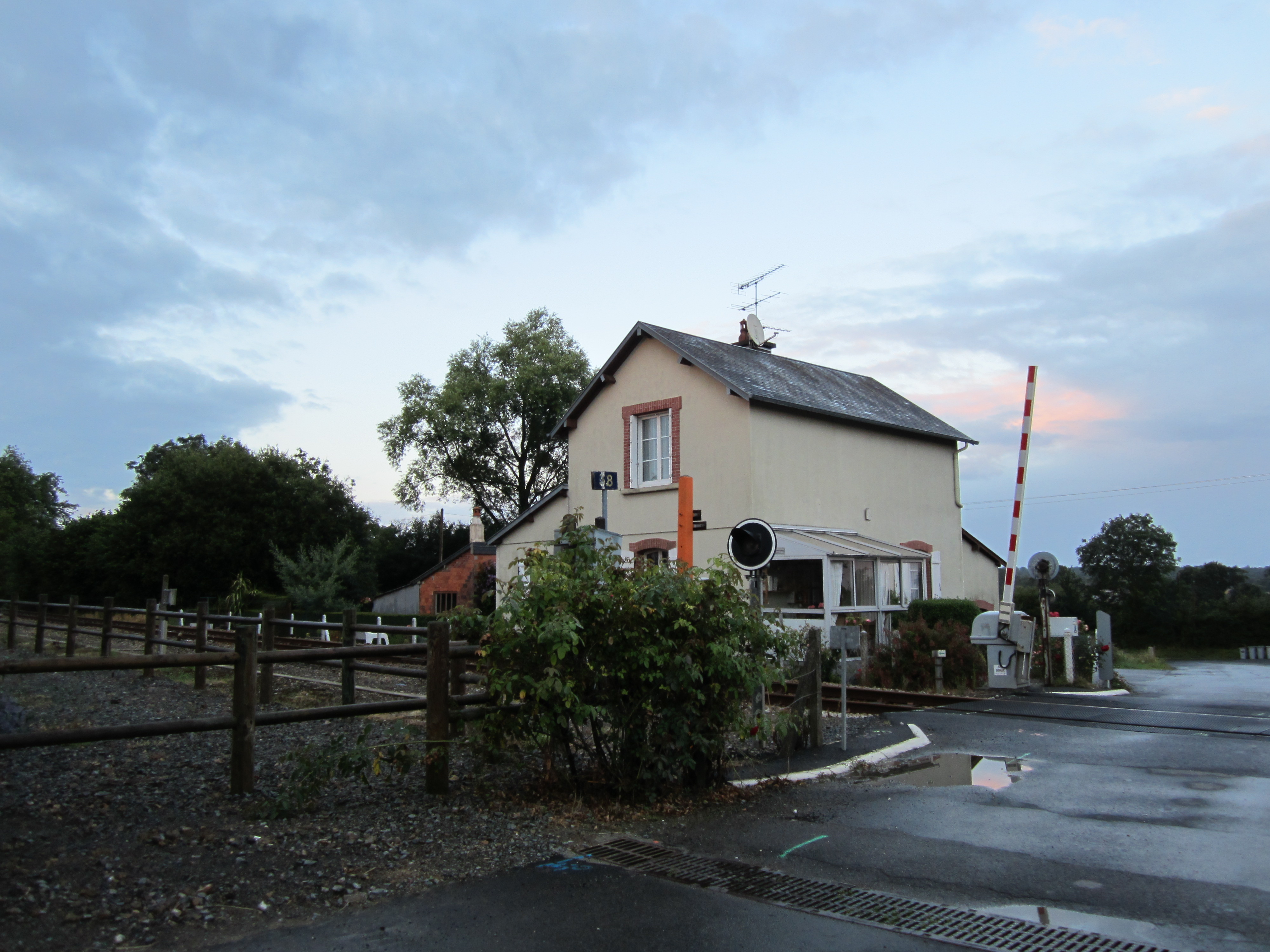
Bahnhaltepunkt

## Persönlichkeiten
- Audomar (französisch: Saint-Omer, um 600–um 670)